# Araldite
Araldite és una marca registrada de Huntsman Advanced Materials, que prèviament fou part de Ciba-Geigy. El nom va ser utilitzat per primera vegada en 1946 i se li va donar a dos tubs de adhesiu epòxic. Posteriorment es va utilitzar per a adhesius acrílics i de poliuretà. Huntsman com a fabricant d'adhesius químics diferenciats a escala mundial, té aproximadament 12.000 empleats i opera des de múltiples localitzacions al voltant del món, amb una àmplia xarxa de distribuïdors.
La primera síntesi de resines epoxi bisfenol A data de 1936 i el seu descobriment és compartit pel Dr. Pierre Castan (Suïssa) i el Dr. SO Greenlee (Estats Units). El treball del Dr. Castan va ser comercialitzat per l'empresa suïssa Ciba, Ltd, que es va convertir en un dels tres principals productors mundials de resines epoxi. El negoci de epoxis de Ciba va ser venut a finals de 1990 i ara pertany a la unitat de materials avançats de negocis de Huntsman Corporation.

## Marketing
El 1983, l'agència de publicitat britànica FCO Univas va establir una presentació visual de la força de l'adhesiu Araldite enganxant un Ford Cortina groc a una cartellera de Cromwell Road, Londres, amb l'etiqueta "També pot enganxar les nanses dels bullidors". Més tard, per demostrar més la seva força, es va col·locar un Ford Cortina vermell a sobre del Ford Cortina groc, amb l'etiqueta "La tensió es munta". Finalment, el cotxe es va treure del cartell, deixant-hi un forat ben visible amb una etiqueta que deia "Com ho hem pogut treure?".